# Ainet de Besan
Ainet de Besan es una localidad perteneciente al municipio de Alins, en la provincia de Lérida, comunidad autónoma de Cataluña, España. En 2019 contaba con 44 habitantes.

## Geografía humana

### Demografía
| Gráfica de evolución demográfica de Aynet de Besán entre 1842 y 1920 |
| |
| Población de derecho según los censos de población del INE Población de hecho según los censos de población del INEEn este censo se denominaba Ainet de Vallferrera: 1842 En estos censos se denominaba Ainet de Bestán: 1857 y 1860 Entre el censo de 1857 y el anterior, crece el término del municipio porque incorpora a 255024 (Arahos) Entre el censo de 1930 y el anterior, este municipio desaparece porque se integra en el municipio 25017 (Alins) |